# Казас, Михаил Моисеевич
Михаи́л Моисе́евич Каза́с (1 [13] сентября 1889, Севастополь, Таврическая губерния — 23 февраля 1918, Севастополь) — крымский художник-график.

## Биография
Родился в 1889 году в Севастополе в караимской семье. Отец — Моисей Ильич Казас (1847—1929), статский советник, педагог, родной брат крымского просветителя Ильи Ильича Казаса. Мать — Екатерина Иосифовна Эрак. Семья проживала по ул. Чесменской, 63. Рисованию обучался у Н. М. Янышева в Севастопольском реальном училище, которое окончил в 1907 году. По совету Ф. А. Рубо поступил в Мюнхенскую Академию изобразительных искусств, где учился у А. Янка. Окончил академию с отличием в 1911 году (мастерская Г. Книрра). Жил во Франции, Закавказье, Севастополе, Санкт-Петербурге. Единственная прижизненная выставка состоялась в Севастополе в 1910 году (т. н. «Выставка четырёх») на частной квартире на ул. Екатерининской, где экспонировалось более 100 его работ: академические рисунки, этюды натурщиков и животных, пейзажи Крыма, жанровые сцены, серия «Старый Мюнхен», серия иллюстраций к «Слову о полку Игоревом» и русским былинам, портреты.
С началом Первой мировой войны в чине прапорщика мобилизован в действующую армию в Екатеринбургский 37-й пехотный полк. Перед смертью работал над циклами иллюстраций к стихотворениям А. С. Пушкина и М. Ю. Лермонтова, серии «Война и мир», рассказам Грина, скандинавскому и восточному эпосам.
23 февраля 1918 года был убит революционными матросами во время так называемых «Варфоломеевских ночей» в Севастополе.
Работы художника не были утеряны. В своих воспоминаниях М. П. Крошицкий писал: «Учитывая наличие в Севастополе художников-профессионалов, я вместе с художником Ю. И. Шпажинским устроил выставку картин, которая сыграла положительную роль в деле создания в 1924 году организации художников «Севастопольская Ассоциация художников» на реалистической основе. На ней были представлены живописные, графические, скульптурные произведения всех членов Ассоциации. В отдельном зале размещались около 150 работ М. М. Казаса».

## Творческое наследие
Работы М. М. Казаса хранятся в Симферопольском художественном музее, куда их в 1965 году передала родная сестра художника. Стилистически картины Казаса близки к творчеству художников объединения «Мир искусства». 

### Серии по мотивам литературных произведений
- «Слово о полку Игореве (гуашь, тушь, кисть, перо, 1910)
- эпос «Калевала» (гуашь, 1909-14)
- «Капитанская дочка» А. С. Пушкина (гуашь, 1910)
- «Евгений Онегин» А. С. Пушкина (гуашь, тушь, кисть, перо)
- «Герой нашего времени» М. Ю. Лермонтова (акв., кар.)
- былина «Вольга и Микула» (гуашь, тушь, кисть, перо)
- «Война и мир» Л. Н. Толстого (гуашь, тушь, кисть, перо)
- «Пеллеас и Мелизанда» М. Метерлинка (гуашь)
- «Новое платье короля» Х.-К. Андерсена (белила, тушь, кисть, перо)

### Пейзажи и живописные работы
- «Гавр» (кар., акв., тушь, 1912)
- «Портрет отца» (1909)
- «Молла Насреддин» (1910)
- «Скифы» (1913)

Анималистические рисунки (кар.)

## Награды
- Орден Св. Станислава 3-й степени с мечами и бантом (1915)[10]
- Орден Св. Станислава 2-й степени (1916)[11]
- Орден Св. Анны 3-й степени с мечами и бантом (1916)[12]
- Орден Св. Анны 2-й степени (1916)[13]